# Encarsia ectophaga
Encarsia ectophaga is een vliesvleugelig insect uit de familie Aphelinidae. De wetenschappelijke naam is voor het eerst geldig gepubliceerd in 1935 door Silvestri.